# Örn Árnason

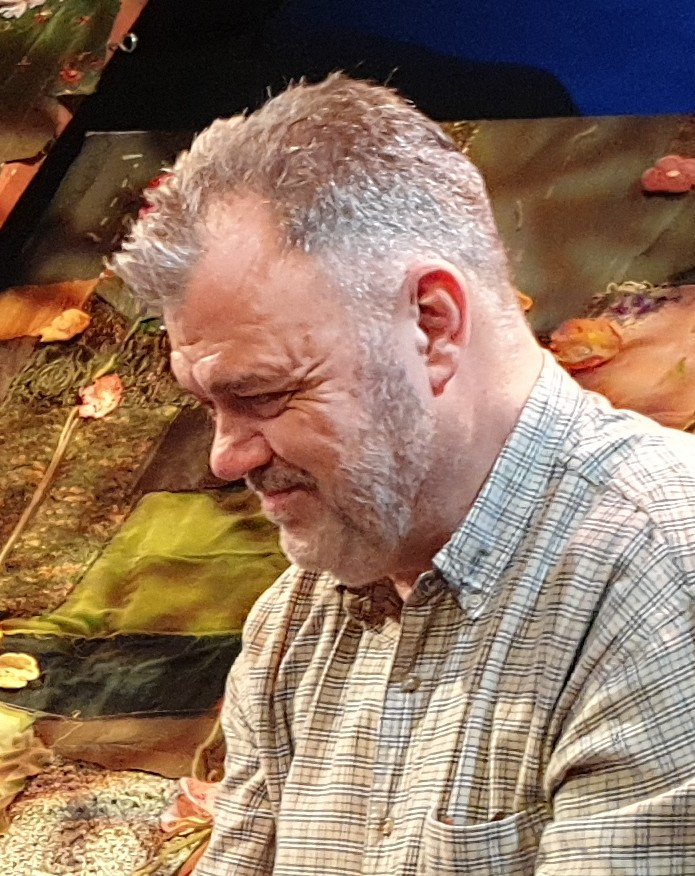
Örn Árnason

Örn Árnason (* 19. Juni 1959 in Reykjavík) ist ein isländischer Schauspieler, Komiker, Synchronsprecher und Drehbuchautor.

## Leben und Wirken
Örn Árnason wuchs als Sohn des Schauspielers Arni Tryggvason (1924–2023) in der isländischen Hauptstadt Reykjavík auf.
Er steht seit 1985 als Schauspieler vor der Kamera und tritt am Theater in Kabarett-Programmen auf. Besonders bekannt wurde er in Island als Mitglied der Comedy-Gruppe Spaugstofan. Er tritt auch als Stand-up-Comedian in verschiedenen Fernsehshows auf. Zudem ist er als Drehbuchautor für Filme und Fernsehserien aktiv.
Als Synchronsprecher lieh er Figuren in Zeichentrickfilmen und Animationsfilmen wie Tom und Jerry, DuckTales – Neues aus Entenhausen, Pocahontas, 101 Dalmatiner, Aladdin und Homer Simpson in Die Simpsons – Der Film seine Stimme.
Örn Árnason ist mit Johanna Kristin Oskarsdottir verheiratet, mit der er drei Kinder hat.

## Filmografie (Auswahl)
- 1986: Stella í orlofi
- 1989: Magnús
- 1992: Der Männerchor (Karlakórinn Hekla)
- 1993: Stuttur frakki
- 1997: ...und raus bist Du (Stikkfrí)
- 2002: Stella í framboði
- 2007: LazyTown (Fernsehserie)
- 2009: Bjarnfreðarson